# Человек-ракета
«Человек-ракета» (англ. RocketMan) — фантастическая кинокомедия об участии чудаковатого гения в первой экспедиции на Марс.
Слоган: He’s just taking up space.
Премьера в США — 10 октября 1997 года.

## Сюжет
Герой этой фантастической комедии — нелепый, смешной молодой человек, с детства мечтавший о полётах в Космос. Он стал программистом НАСА, оставшись мальчишкой и в душе, и в поведении. Коллеги по работе считают его дураком и гением одновременно. Волею судьбы, лишь он смог заменить специалиста по компьютерам в первой экспедиции на Марс. А отправившись на красную планету, он проявил настоящий героизм в минуту опасности.

## В ролях
| Актёр                 | Роль                                         |
| --------------------- | -------------------------------------------- |
| Гарланд Уильямс       | Фред Рэндалл                                 |
| Джессика Ланди        | Джулия Форд                                  |
| Уильям Сэдлер         | «Дикий Билл» Овербек или просто «Дикий Билл» |
| Джеффри ДеМанн        | Пол Вик                                      |
| Джеймс Пикенс-младший | Бэн Стивенс                                  |
| Бо Бриджес            | Бад Несбитт                                  |

## Критика
Фильм получил в основном негативные отзывы от критиков. На Rotten Tomatoes фильм имеет 24 % рейтинг, на основе 17 отзывов со средним рейтингом 3.9/10. Роджер Эберт дал фильму положительную оценку (3 звезды из 4-х).